# Oerrel (Dedelstorf)
Oerrel ist ein Ortsteil von Dedelstorf, einer Gemeinde im Landkreis Gifhorn in Niedersachsen.

## Geographie

### Lage
Oerrel liegt im Norden des Landkreises Gifhorn, rund 23 Kilometer von der Kreisstadt Gifhorn entfernt. Die Landschaft um Oerrel gehört zur östlichen Südheide, das Gebiet südwestlich von Oerrel wird als Oerreler Heide bezeichnet. Östlich von Oerrel befindet sich die bereits 1619 erwähnte Hässelmühle, eine Wassermühle, und das Oerreler Moor. Im südlichen Teil des Dorfes steht die bereits 1382 erwähnte Lenschenmühle, ebenfalls eine Wassermühle.

## Geschichte

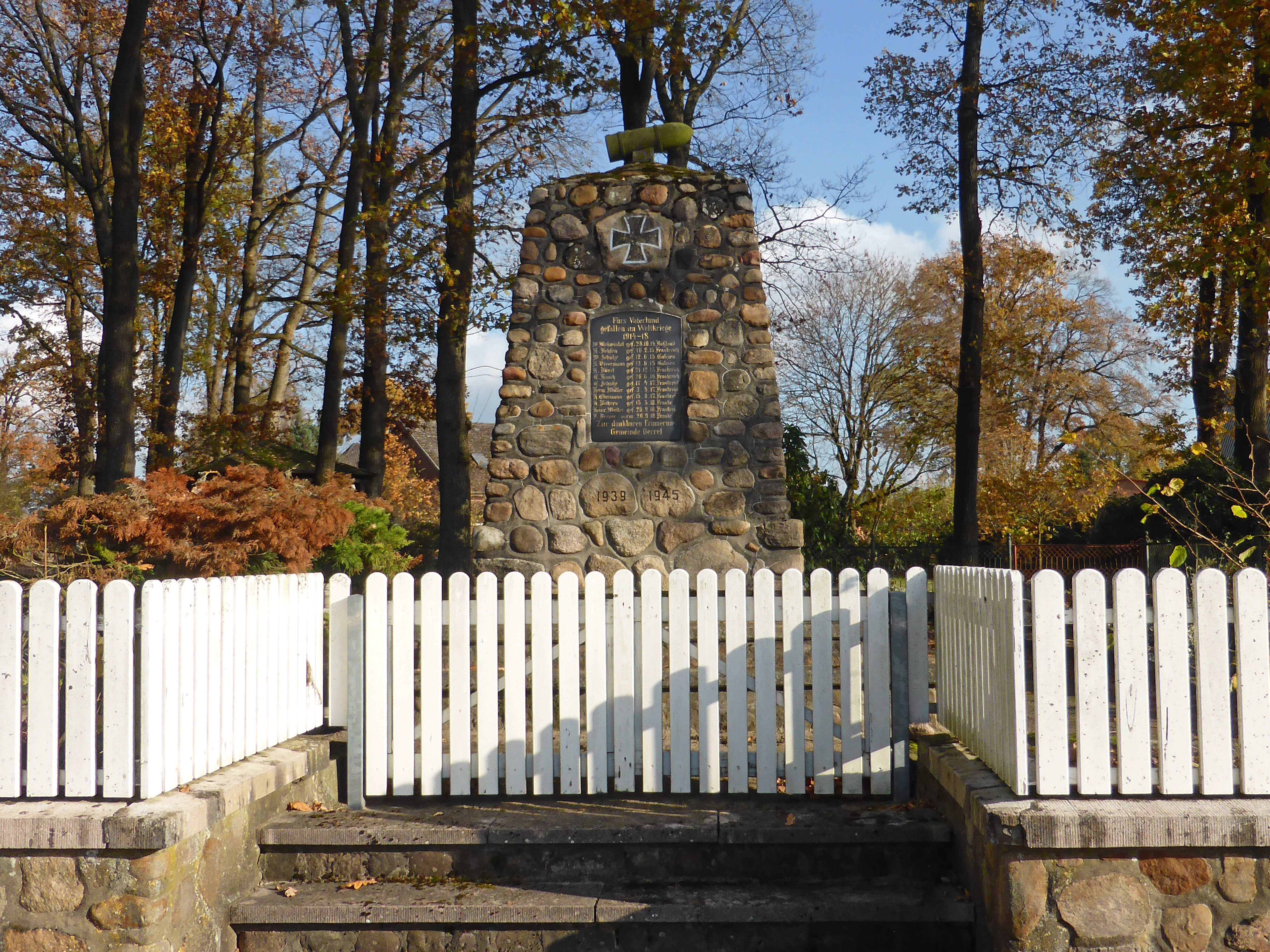
Kriegerdenkmal

In der Franzosenzeit gehörte Oerrel zum Departement der Aller des Königreichs Westphalen. 1885 wurde der Kreis Isenhagen gegründet, dem Oerrel angehörte. Zuvor gehörte Oerrel zum Amt Isenhagen.
Im Ersten Weltkrieg verloren von 1914 bis 1918 zwölf Männer aus Oerrel ihr Leben, die Namen der gefallenen Soldaten sind auf dem Kriegerdenkmal in Oerrel verzeichnet. 1926 wurde die Freiwillige Feuerwehr Oerrel gegründet. 1932 wurde der Kreis Isenhagen aufgelöst, seitdem gehört Oerrel zum Landkreis Gifhorn. Der Zweite Weltkrieg forderte 24 Opfer aus Oerrel, ein Ehrenhain am Kriegerdenkmal erinnert sie.
Seit dem 1. März 1974 gehört Oerrel zur Gemeinde Dedelstorf, die Gemeinde Oerrel wurde in diesem Zusammenhang aufgelöst. 2021 wohnten von den 1209 Einwohnern der Gemeinde Dedelstorf 428 in Oerrel, damit war Oerrel mit großem Abstand das Dorf mit der größten Einwohnerzahl in der Gemeinde Dedelstorf. Weitere 60 Personen hatten eine Nebenwohnung in Oerrel.

### Einwohnerentwicklung
| Jahr      | 1910 | 1925 | 1933 | 1939 | 2008 | 2017 | 2020 | 2021 |
| --------- | ---- | ---- | ---- | ---- | ---- | ---- | ---- | ---- |
| Einwohner | 228  | 263  | 266  | 261  | 485  | 435  | 417  | 428  |

## Religion
Die Region um Oerrel wurde durch die Reformation protestantisch geprägt. Evangelisch-lutherische Einwohner gehören zur Kirchengemeinde Hankensbüttel mit der St.-Pankratius-Kirche in Hankensbüttel, Katholiken zur Pfarrei Maria Königin in Wittingen mit der nähergelegenen Filialkirche Mariä Himmelfahrt in Wesendorf.

## Kultur und Sehenswürdigkeiten

### Museen

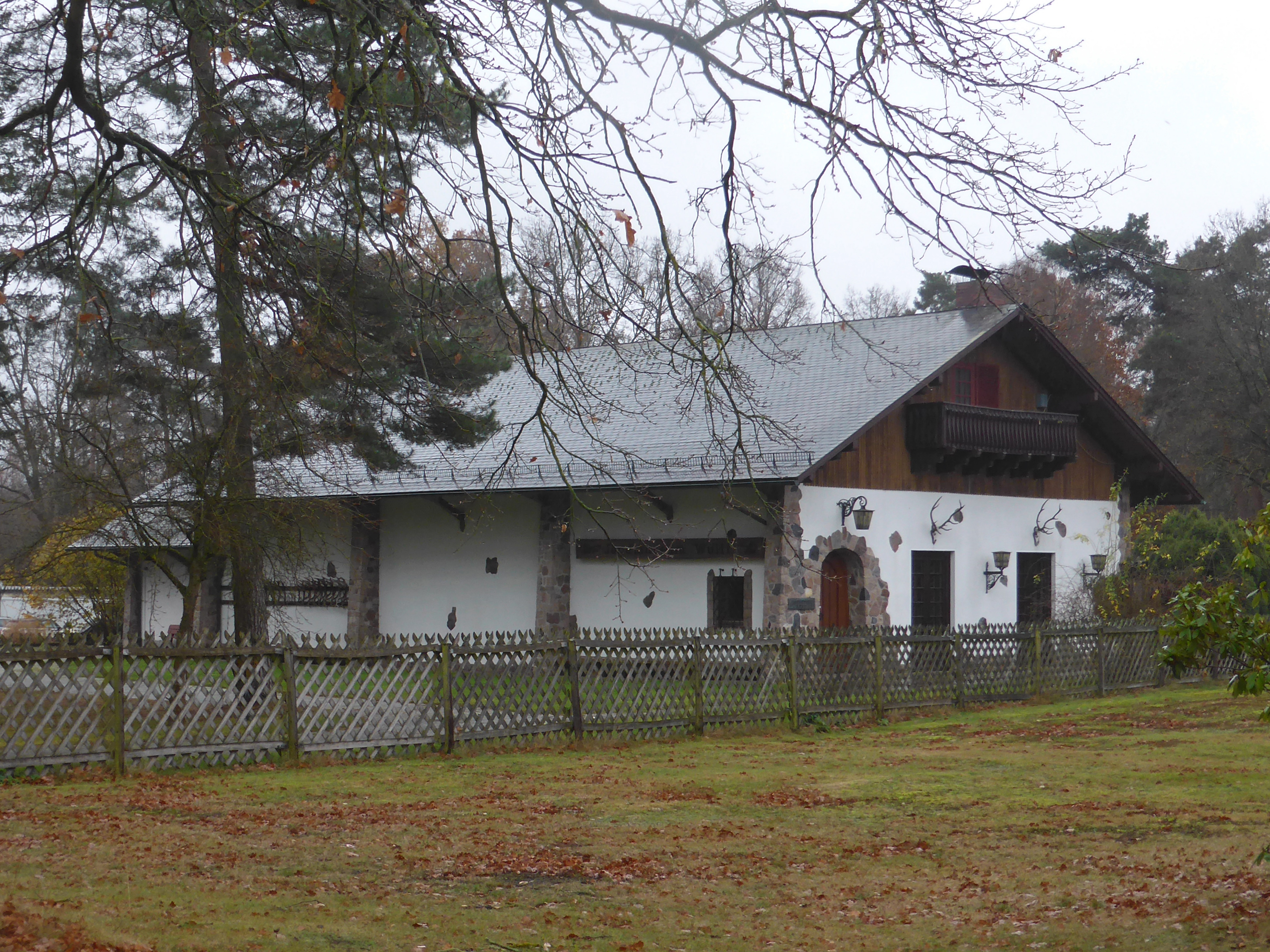
Jagdmuseum Wulff

Das „Jagdmuseum Wulff“ ist das einzige Museum in Oerrel. Es wurde 1981 im Jagdhaus von Günter Wulff (1912–1980), dem Gründer des Unternehmens „Günter Wulff Apparatebau“, eingerichtet. Das Museum zeigt im Jagdhaus, das in den 1970er Jahren im bayerischen Landhausstil erbaut wurde, auf einer Fläche von rund 650 Quadratmetern eine der größten Trophäensammlungen Europas mit Jagdtrophäen aus Europa, Afrika und Nordamerika. Auch Jagdwaffen und das Jagdliches Brauchtum werden präsentiert.
Das Arbeitszimmer des Schriftstellers Alfred E. Johann in Oerrel ist noch unverändert erhalten, es kann auf Anfrage besichtigt werden.

### Bauwerke
Unter Denkmalschutz stehen die Hofanlage „Springgrund 9“, die Wohn- und Wirtschaftsgebäude „Gohgräfenberg 1“, das Wohnhaus „Hässelmühler Straße 2“ und ein nördlich der Ortslage am Bokelsberg gelegener Schafstall.

### Grünflächen und Naherholung
Gelegenheit zur Naherholung bieten die nahegelegenen Waldflächen. Südlich des Dorfes befindet sich das Naturschutzgebiet Rössenbergheide – Külsenmoor. Nahe dem Jagdmuseum befindet sich ein Wildgehege, in dem Damwild, Muffelwild, Rotwild und Schwarzwild gehalten werden, sowie ein Naturlehrpfad. Die Königseichen entstammen der Tradition, dass ein Schützenkönig nach seiner Proklamation eine Eiche pflanzt.

### Sport
Oerrel verfügt über einen Waldsportplatz, nur wenige hundert Meter vom Ortskern entfernt. Der Sportverein ist der „FC Oerrel“ von 1968, der ein 1988 erbautes Sportheim besitzt und in der Kreisliga Fußball spielt. Dem Sportschießen widmet sich der Schützenverein Oerrel.

## Wirtschaft und Infrastruktur

### Unternehmen

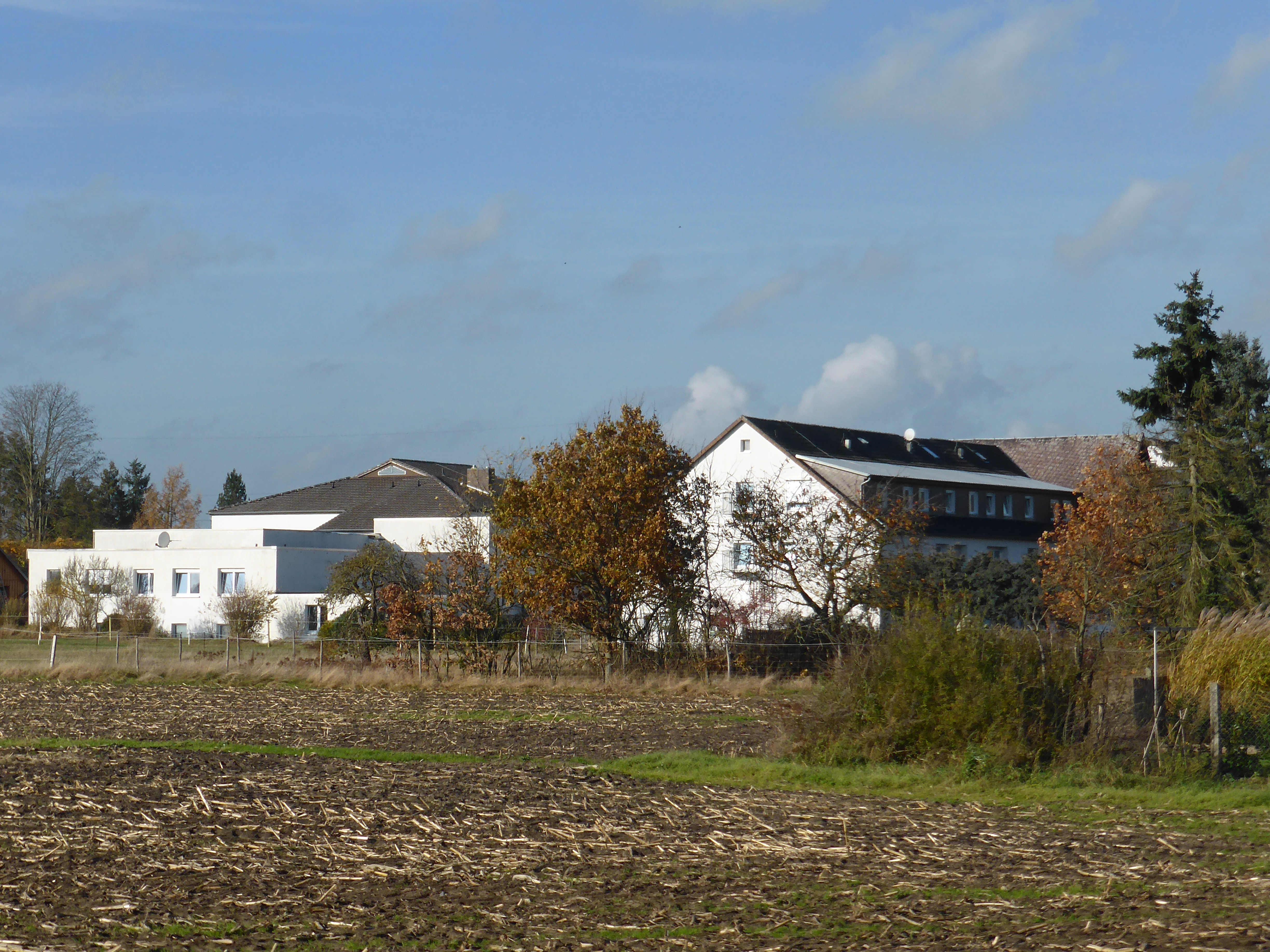
Haus Niedersachsen

Die Poststelle II, die dem Postamt Wittingen zugeordnet war, wurde geschlossen. Sie trug nach der Eingemeindung von Oerrel nach Dedelstorf die Bezeichnung „Dedelstorf 2“. Heute ist in Oerrel nur noch ein Postbriefkasten vorhanden.
Das „Haus Niedersachsen“, 1973 gegründet, ist eine Fachklinik zur stationären Entwöhnung alkohol- und/oder medikamentenabhängiger Frauen und Männer unabhängig von ihrer Religionszugehörigkeit. Gesellschafter sind die „Freikirche der Siebenten-Tags-Adventisten in Niedersachsen K.d.ö.R.“ und das „Advent-Wohlfahrtswerk e.V.“ Zum Unternehmen „Haus Niedersachsen gGmbH Dedelstorf“ gehören auch Einrichtungen in Emmen bei Hankensbüttel und Hambühren im Landkreis Celle.
Gastronomie und Übernachtungsmöglichkeiten bestehen in der Gaststätte und Pension „Zur Heidequelle“. Die Bäckerei Maronde und das Gemischtwarengeschäft wurden geschlossen, so dass heute keine Einkaufsmöglichkeiten des täglichen Bedarfs mehr in Oerrel zu finden sind.

### Öffentliche Einrichtungen
Oerrel verfügt über ein Feuerwehrhaus und einen Friedhof mit einer Friedhofskapelle, für Kinder steht ein Spielplatz zur Verfügung.

### Bildung

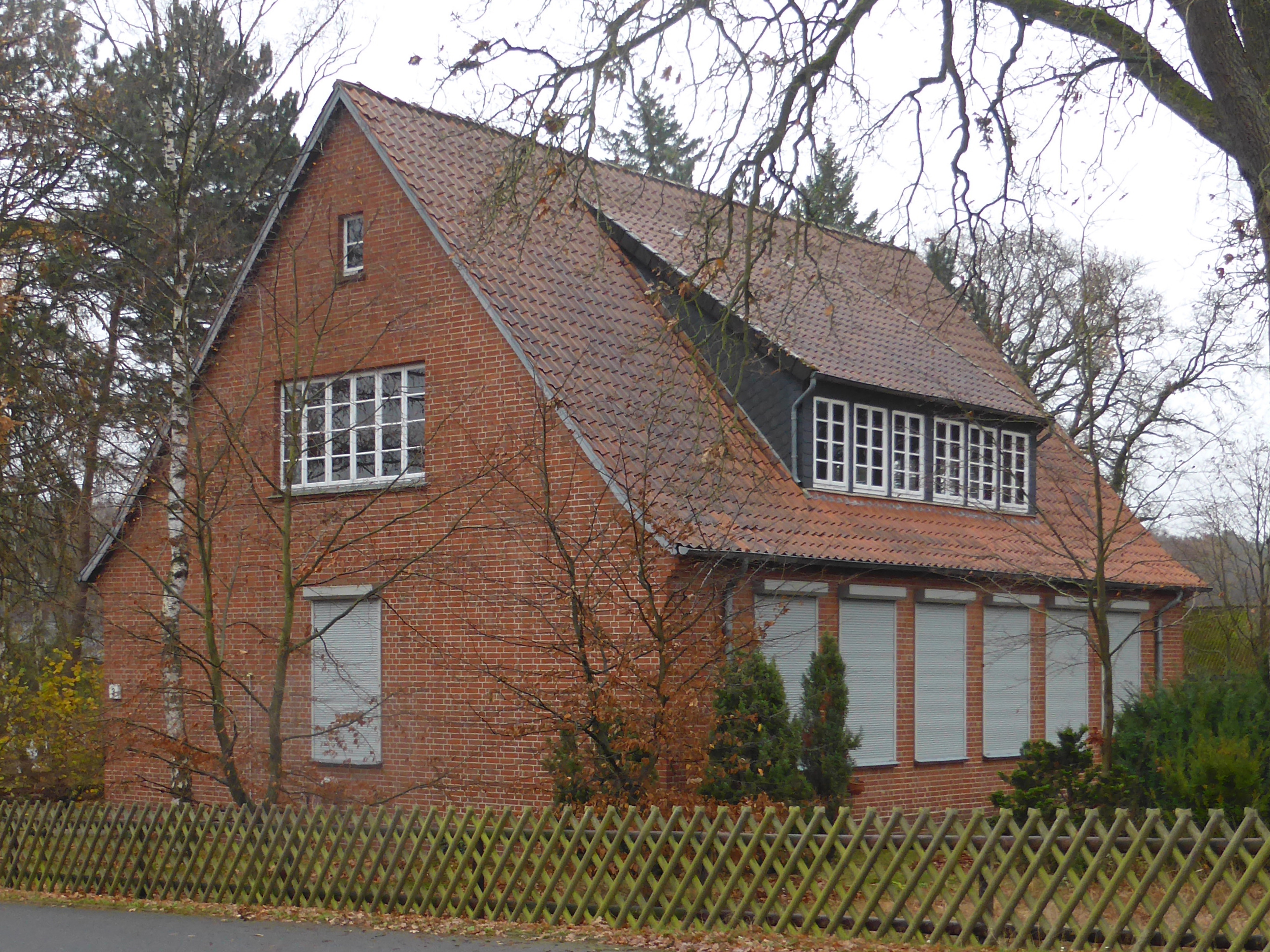
Ehemalige Schule

Die Schule wurde geschlossen, eine Kindertagesstätte ist in Oerrel nicht vorhanden. Bereits im Jahre 1793 wurde ein Lehrer in Oerrel, „Schulmeister Schulze zu Orrl“, in einem Brief des Pastors von Hankensbüttel an das Amt Gifhorn erwähnt.

### Verkehr
Die Kreisstraße 7 führt in Nord-Süd-Richtung durch Oerrel. Sie beginnt an der Bundesstraße 244 in Hankensbüttel und verläuft über Oerrel, wo sie die Bezeichnung „Oerreler Dorfstraße“ trägt, und Wesendorf bis zur Bundesstraße 4 an der Krümme. Die Kreisstraße 87, in Oerrel als „Langwedeler Straße“ bezeichnet, führt von Oerrel in westlicher Richtung nach Langwedel. Linienbusse fahren von Oerrel bis nach Groß Oesingen, Hankensbüttel und Wahrenholz.

## Persönlichkeiten

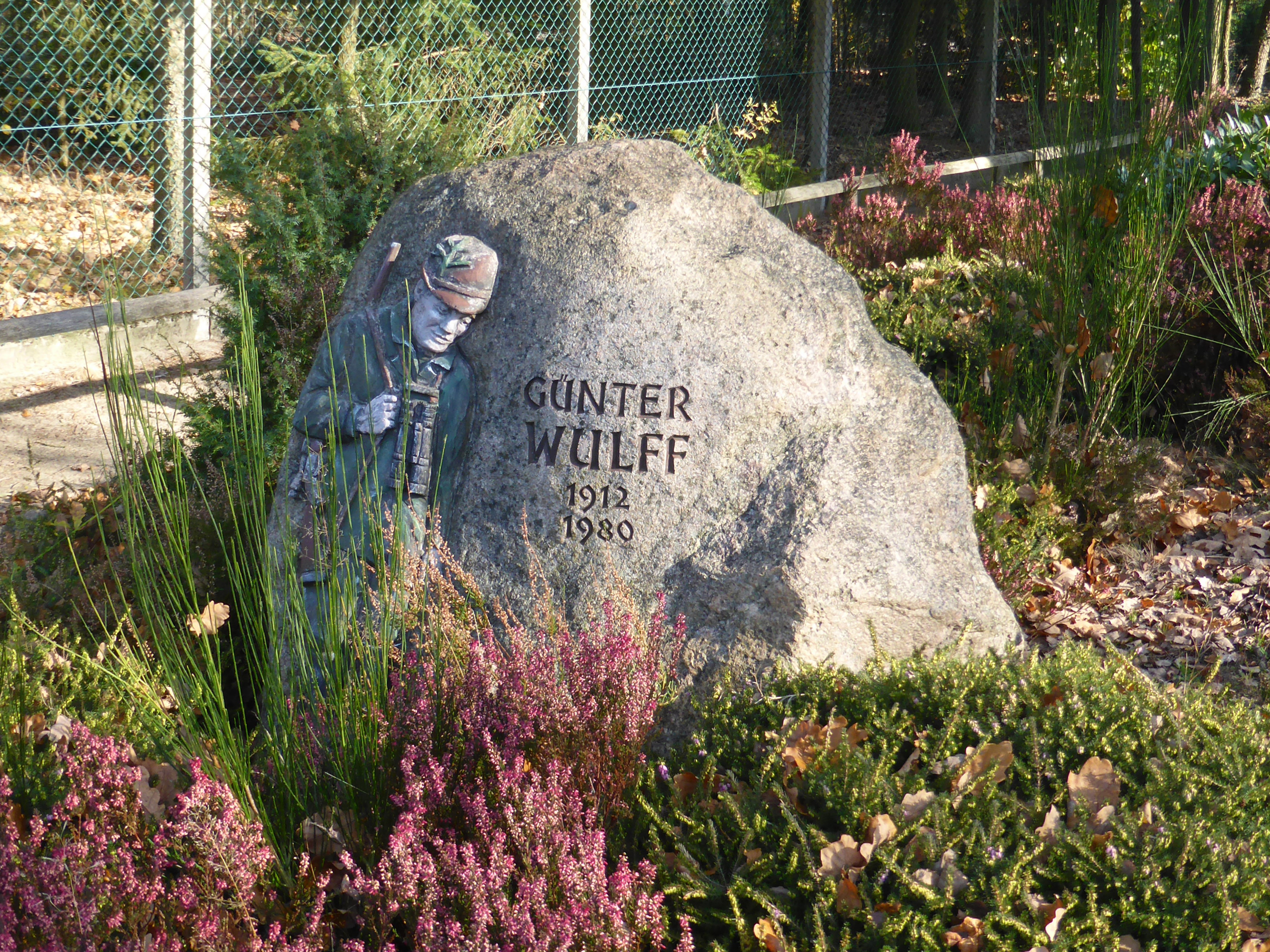
Gedenkstein an Günter Wulff

### Persönlichkeiten, die in Oerrel gewirkt haben
- Alfred E. Johann (1901–1996), Journalist und Schriftsteller, lebte und arbeitete von 1978 an bis zu seinem Tod in Oerrel, wo er bestattet wurde
- Günter Wulff (1912–1980), Unternehmer und Jäger, stiftete das Jagdmuseum Oerrel